# Список умерших в 1543 году
В этой статье представлен список известных людей, умерших в 1543 году.
См. также:Категория:Умершие в 1543 году

## Январь
- 3 января — Хуан Родригес Кабрильо — конкистадор и мореплаватель на службе у испанской короны, первый европеец, достигший побережья современной Калифорнии и исследовавший его.
- 9 января — Гийом дю Белле, французский военный деятель и дипломат.
- 18 января — Маттиа Чиккарелли (62), итальянская римско-католическая исповедница из ордена Святого Августина.
- 29 января — Нагао Тамэкагэ, японский самурай и даймё периода Сэнгоку; 7-й глава рода Нагао (1506—1536).

## Февраль
- 13 февраля — Иоганн Экк — религиозный деятель, доктор теологии, профессор университета в Ингольштадте, противник Лютера.
- 16 февраля — Рома́н Ю́рьевич Заха́рьин-Ко́шкин, окольничий и воевода, родоначальник Романовых.
- 21 февраля — Ахмед ибн Ибрагим аль-Гази, правитель мусульманского султаната Адал.

## Март
- 2 марта — Джон Невилл (49), английский аристократ и придворный, 3-й барон Латимер (1530—1543).
- 6 марта — Баччо д’Аньоло (80), итальянский архитектор, скульптор и резчик по дереву.
- 16 марта — Джордж Кромер, ирландский религиозный и политический деятель, архиепископ Арма, примас Ирландии (1521—1543), лорд-канцлер Ирландии (1532—1534).
- 30 марта:
  - Эндрю Виндзор, английский аристократ, 1-й барон Виндзор (1529—1543), рыцарь Бани, член Тайного совета;
  - Чезаре Чезариано, итальянский живописец и архитектор, теоретик архитектуры.

## Апрель
- 4 апреля — Вальтер фон Кронберг, 38-й великий магистр Тевтонского ордена (1527—1543).
- 11 апреля — Мацей Клочко, государственный деятель Великого княжества Литовского, державца волковысский и мерецкий (1528—oк.1535), маршалок господарский (1520—1543), витебский воевода (1532—1542), староста жемайтский (1542—1543); дипломат.
- 15 апреля — Франческо Канова да Милано (45), итальянский лютнист эпохи Ренессанса.
- 23 апреля — Сусанна Баварская (41), принцесса из дома Виттельсбахов, маркграфиня Бранденбурга и княгиня Кульмбаха (1518—1527), пфальцграфиня и герцогиня Нейбурга (1529—1543).

## Май
- 3 мая — Альтобелло Мелоне, итальянский художник.
- 24 мая — Николай Коперник (70), польский и немецкий астроном, математик, механик, экономист, каноник эпохи Возрождения.

## Июнь
- 1 июня — Филипп Шабо, французский военный и государственный деятель.
- 27 июня — Аньоло Фиренцуола (49), итальянский писатель.

## Июль
- 19 июля — Мария Болейн, сестра королевы Анны Болейн.

## Август
- 1 августа — Магнус I (73), герцог Саксен-Лауэнбурга (1507—1543) из династии Асканиев.
- 7 августа — Жан Ле Венёр, французский священник, бенедиктинец и политик, каноник Парижа, граф-епископ Лизьё (1505–1539), аббат Ле-Бека, генеральный викарий епископства Эвре, 37-й аббат Мон-Сен-Мишель (1524–1539), великий раздатчик милостыни Франции (1526—1543), кардинал (1533—1543).
- 29 августа — Мария Юлих-Бергская (52), принцесса Юлих-Бергская, в замужестве герцогиня Клевская.

## Сентябрь
- 2 сентября — Султан-Кули Кутб-шах, первый султан Голконды и основатель династии Кутб-шахов (1512—1543).
- 12 сентября — Филипп де Ланнуа, государственный деятель Габсбургских Нидерландов, сеньор де Молембе, Сольр-ле-Шато, Коруа, Туркуэн и Ла-Клит.
- 20 сентября — Томас Меннерс, английский аристократ, 12-й барон де Рос (1513—1543), 1-й граф Ратленд (1525—1543).
- 23 сентября — Жанна де Хохберг, герцогиня де Лонгвиль (по правам мужа), графиня Нёвшателя (1503—1511, 1529—1543).

## Ноябрь
- 10 ноября:
  - Матфей Аурогалл, чешский лингвист;
  - Мухаммад аль-Мутаваккиль Алаллах, последний каирский халиф из династии Аббасидов (1508—1516).
- 16 ноября — Брикци из Лицка, чешский юрист, политический деятель, судебный писарь и магистр Пражского университета.
- 29 ноября — Ганс Гольбейн, немецкий рисовальщик, живописец и гравёр, наиболее известный представитель художественной семьи Гольбейнов.
- 30 ноября — Франческо Граначчи (74), итальянский живописец, маньерист флорентийской школы.

## Декабрь
- 12 декабря — Мария Сальвиати (44), аристократка из семьи Сальвиати.
- 27 декабря — Георг (59), маркграф Бранденбург-Ансбахский.
- 29 декабря — Андрей Михайлович Шуйский, русский государственный деятель, воевода, наместник и боярин.

## Дата неизвестна или требует уточнения
- Ахмед ибн Ибрагим аль-Гази — правитель мусульманского султаната Адал, известный военачальник, один из главных участников Адало-эфиопской войны.
- Хуан де Борха-и-Энрикес, третий герцог Гандии и Сесса из рода Борджиа, коннетабль Неаполя.
- Давид ибн-Яхья, португальский и итальянский еврейский грамматик и философ, неапольский раввин (1518).
- Дмитрий Данилович Иванов-Слепой, окольничий на службе у московских князей.
- Полидоро Кальдара, итальянский живописец, последователь Рафаэля Санти.
- Ян Кола, гетман польный коронный (1528—1538), каштелян галицкий (1520—1543), староста кмёнацкий.
- Пьер-Анджело Мандзолли, итальянский врач, поэт и философ.
- Шехзаде Мехмед, старший сын Сулеймана I Великолепного и его жены Хюррем Султан; санджак-бей Манисы (1541—1543).
- Нзинга Мбемба, правитель Королевства Конго (1509—1543).
- Лючина Саворньян, итальянская знатная дама, послужившая прообразом Джульетты в произведении Луиджи да Порто «Новонайденная история двух благородных влюблённых» (издано в 1530 году).
- Джованни Таппия, испанский священник, основатель первой музыкальной консерватории Санта-Мария-ди-Лорето (1537).
- Рейнгольд фон Унгерн, немецкий рыцарь и государственный деятель Эзель-Викского епископства.
- Ферапонт, епископ Русской церкви, епископ Суздальский и Тарусский.
- Мельхиор Хоффман, один из лидеров анабаптистского движения в Нидерландах.
- Цурухимэ, японка, которую из-за претензий на божественное вдохновение в сочетании с боевыми навыками сравнивают с Жанной д’Арк.
- Клеменс Яницкий, польский латиноязычный поэт.